# Martin Ariel Doldan
Martin Ariel Doldan (* 31. Januar 1987 in Buenos Aires, Argentinien) ist ein italienischer Handballspieler.

## Karriere
Der 1,90 m große und 95 kg schwere Kreisläufer begann seine Profikarriere 2007 beim italienischen Verein Gammadue Secchia, mit dem er im EHF Challenge Cup 2008/09 die dritte und im EHF-Pokal 2009/10 die zweite Runde erreichte. In der Saison 2010/11 spielte er für Bologna United. Im Sommer 2011 spielte er für Kabuscorp Sport Clube do Palanca,  Anschließend lief er für Pallamano Intini Noci auf, mit dem er im Europapokal der Pokalsieger 2011/12 in der dritten Runde scheiterte. Im Sommer 2012 spielte er für Kabuscorp Sport Clube do Palanca, danach wechselte er zum deutschen Drittligisten HC Aschersleben. Im Sommer 2013 ging er in die spanische Liga Asobal zu Club Balonmano Villa de Aranda, mit dem er 2013/14 den 13. Platz erreichte. Zur Saison 2014/15 unterschrieb er einen Zweijahresvertrag beim deutschen Zweitligisten ASV Hamm-Westfalen. Nach der Saison 2014/15 wechselte Doldan zum spanischen Verein BM Huesca. Seit 2022 spielt er für Eón Horneo Alicante.
Da Martin Ariel Doldan italienische Vorfahren hat, ist er auch im Besitz der italienischen Staatsbürgerschaft. Er steht im Aufgebot der Italienischen Nationalmannschaft, so in der Qualifikation für die Weltmeisterschaft 2013.